# Apogon pselion
Apogon pselion är en fiskart som beskrevs av Randall, Fraser och Lachner, 1990. Apogon pselion ingår i släktet Apogon och familjen Apogonidae. Inga underarter finns listade i Catalogue of Life.